# John Hanson Farquhar
John Hanson Farquhar (* 20. Dezember 1818 in Union Bridge, Carroll County, Maryland; † 1. Oktober 1873 in Indianapolis, Indiana) war ein US-amerikanischer Politiker. Zwischen 1865 und 1867 vertrat er den Bundesstaat Indiana im US-Repräsentantenhaus.

## Werdegang
John Hanson besuchte die öffentlichen Schulen seiner Heimat. Im Jahr 1833 zog er mit seinen Eltern nach Richmond in Indiana. Bis 1840 arbeitete er als Maschinist an einem Schifffahrtskanal. Nach einem anschließenden Jurastudium und seiner Zulassung als Rechtsanwalt begann er in Brookville in diesem Beruf zu arbeiten. In den Jahren 1842 und 1843 war er Verwaltungsangestellter beim Senat von Indiana; 1844 war er beim Repräsentantenhaus von Indiana angestellt. Im Jahr 1852 kandidierte Farquhar noch erfolglos für den Kongress.
Während des Bürgerkriegs war John Farquhar Hauptmann einer Infanterieeinheit im Heer der Union. Politisch schloss er sich der Republikanischen Partei an. Bei den Kongresswahlen des Jahres 1864 wurde er im vierten Wahlbezirk von Indiana in das US-Repräsentantenhaus in Washington, D.C. gewählt, wo er am 4. März 1865 die Nachfolge von William S. Holman antrat. Da er im Jahr 1866 auf eine weitere Kandidatur verzichtete, konnte er bis zum 3. März 1867 nur eine Legislaturperiode im Kongress absolvieren. Diese war von den Spannungen zwischen seiner Partei und Präsident Andrew Johnson geprägt.
Im Jahr 1870 zog er nach Indianapolis, wo er im Bankgewerbe tätig wurde. Er wurde dann von Gouverneur Conrad Baker zum Secretary of State von Indiana ernannt. John Farquhar starb am 1. Oktober 1873 in Indianapolis.